# Eva (pel·lícula de 1962)
 Eva és una pel·lícula  franco-italiana dirigida per Joseph Losey i estrenada el 1962. Ha estat doblada al català.

## Argument[2]
Tyvian Jones és de pas a Venècia, en ocasió del Festival cinematogràfic. El seu llibre acaba de ser adaptat per a la televisió. Aquest ésser dur i sense escrúpols gaudeix d'una reputació usurpada: ha publicat sota el seu nom el treball literari del seu germà que acaba de morir. Troba Eva, una francesa que ha decidit ser el prototip de la cortesana moderna. Aquesta seductora es prohibeix estimar i no vol que se l'estimi.
Fascinat per Eva, Tyvian la persegueix fins a Roma i accepta totes les humiliacions. El fals escriptor intenta alliberar-se d'un amor que s'ha convertit en obsessiu. Es casa amb una dona jove i maca, Francesca, que comprèn molt aviat que el seu marit és sempre bojament enamorat d'Eva. En resposta a una violenta crisi de desesperació, Francesca se suïcida. Tyvian ja no s'anirà de Venècia. Persegueix incansablement Eva...

## Repartiment
- Jeanne Moreau: Eva Olivier
- Stanley Baker: Tyvian Jones
- Virna Lisi: Francesca Ferrara
- James Villiers: Alan McCormick

## Premis i nominacions
Nominacions
- 1962: Lleó d'Or